# ジャクソン郡 (ミシシッピ州)
ジャクソン郡（Jackson County）は、アメリカ合衆国ミシシッピ州にある郡である。人口は14万3252人（2020年）。郡庁所在地はパスカグーラである。

## 地理
アメリカ合衆国統計局によると、この郡は総面積2,702 km2 (1,043 mi2) である。このうち1,883 km2 (727 mi2) が陸地で819 km2 (316 mi2) が水地域である。総面積の30.33%が水地域となっている。

## 人口動勢
2000年国勢調査で、この郡は人口131,420人、47,676世帯、及び35,709家族が暮らしている。人口密度は70/km2 (181/mi2) である。27/km2 (71/mi2) の平均的な密度に51,678軒の住宅が建っている。この郡の人種的な構成は白人75.35%、アフリカン・アメリカン20.87%、先住民0.33%、アジア1.57%、太平洋諸島系0.04%、その他の人種0.72%、及び混血1.12%である。この人口の2.14%はヒスパニックまたはラテン系である。
この郡内の住民は27.70%が18歳未満の未成年、18歳以上24歳以下が9.30%、25歳以上44歳以下が29.80%、45歳以上64歳以下が22.90%、及び65歳以上が10.30%にわたっている。中央値年齢は35歳である。女性100人ごとに対して男性は98.20人である。18歳以上の女性100人ごとに対して男性は95.90人である。
この郡の世帯ごとの平均的な収入は39,118米ドルであり、家族ごとの平均的な収入は45,091米ドルである。男性は32,996米ドルに対して女性は22,770米ドルの平均的な収入がある。この郡の一人当たりの収入 (per capita income) は17,768米ドルである。人口の12.70%及び家族の10.50%は貧困線以下である。全人口のうち18歳未満の17.80%及び65歳以上の12.10%は貧困線以下の生活を送っている。

## 都市及び町
- パスカグーラ（郡庁所在地）
- ゴウチェイ
- モスポイント
- オーシャンスプリングス
- ビッグポイント (Big Point)
- Escatawpa
- ガルフヒルズ (Gulf Hills)
- Gulf Park Estates
- ヘレナ (Helena)
- ヒッコリーヒルズ (Hickory Hills)
- Hurley
- Latimer
- セントマーティン (St. Martin)
- Vancleave
- Wade